# Ґінтс Єгерманіс
Ґінтс Єгерманіс (лат. Gints Jegermanis; 5 квітня 1964, Латвія) — латвійський дипломат. Постійний представник Латвії при Організації Об'єднаних Націй (2001—2005). Прессекретар Міністерства закордонних справ Латвії.

## Життєпис
Народився 5 квітня 1964 року в Латвії. Здобув ступінь у Латвійському університеті та навчався в Інституті міжнародних відносин у Женеві (1990—1994).
З 1987 по 1990 рік пан Єгерманіс працював старшим техніком і молодшим науковим співробітником в Інституті мови та літератури Латвійської академії наук. У газеті «Дієна» з 1990 по 1994 рік він обіймав декілька посад, зокрема керівника аналітичного відділу та заступника головного редактора.
До свого нинішнього призначення пан Єгерманіс з 1998 по 2001 рік був Надзвичайним і Повноважним Послом своєї країни в Естонії. У 1994 році він приєднався до Міністерства закордонних справ своєї країни як радник відділу планування. Він обіймав цю посаду до 1995 року, коли став радником у посольстві Латвії в Російській Федерації (на посаді до 1998 року).
5 грудня 2001 року — вручив вірчі грамоти Генеральному секретарю Кофі Аннану.